# Guaraní
I Guaraní sono un popolo di lingue tupi che vive principalmente nel Brasile meridionale, in Paraguay, nel nordest dell'Argentina, in Uruguay e nelle zone sud-orientali della Bolivia. Se ne contano tre sottogruppi.

## Storia e localizzazione
I Guaraní parlano varianti linguistiche della famiglia tupi-guaraní, e vengono classificati attualmente in tre sottogruppi: i Guaraní-Kaiowa, i Guaraní-Mbya e i Guaraní-Ñandeva.
Questi gruppi si distribuiscono nel sud del Brasile (Rio Grande do Sul - Mbya; Santa Catarina - Mbya; Paraná - Mbya e Ñandeva; San Paolo - Mbya e Ñandeva; Rio de Janeiro e Espírito Santo - Mbya; e Mato Grosso do Sul - Kaiowa e Ñandeva), nel Paraguay Orientale (Kaiowa, Ñandeva, Mbya) e nel nord dell'Argentina - Mbya.
Stime attuali di organi federali (FUNAI - Fundação Nacional do Índio, FUNASA - Fundação Nacional de Saúde) e di ONG (ISA - Instituto Sócio-Ambiental) sommano a circa 50/55.000 individui la loro presenza nel solo Brasile, dove costituiscono il popolo indigeno più numeroso.
Queste popolazioni sono discendenti dei gruppi che abitavano le foreste tropicali che ricoprivano i bacini dell'alto Paraná, alto Uruguay e ai bordi meridionali dell'altipiano brasiliano. Ritrovamenti in siti archeologici testimoniano l'esistenza di questo gruppo etnico a partire dal V secolo (400 d.C.), con caratteristiche che lo distinguono chiaramente da altri gruppi della stessa famiglia linguistica.
I ritrovamenti archeologici mostrano anche che le popolazioni che hanno dato origine ai Guaraní furono protagoniste di intense migrazioni che, a partire da territori localizzati nella parte est del Brasile attuale, li portarono già nel XII secolo a.C., a occupare grande parte dei territori dove ancora oggi si incontrano i loro discendenti.
Alla vigilia dell'arrivo degli europei, i Guaraní occupavano le ampie foreste comprese tra i fiumi Paraná, Miranda, Tiete, Uruguay, e i loro affluenti, e ampi tratti della costa sud del Brasile, cosa che li portò a essere il primo popolo contattato da Spagnoli e Portoghesi come testimonia, per esempio, Cabeza de Vaca (Naufragios y Comentarios, Espasa-Calpe, Colección Austral No. 304, 5a. Edición, Madrid, 1971.)
All'epoca della Conquista i Guaraní erano divisi in cinque grandi gruppi, distribuiti in regioni differenti:
- Carios, localizzati lungo il fiume Paraguay e la città di Asuncion
- Tapes, nell'odierno territorio dello stato Brasiliano di Rio Grande do Sul e dintorni
- Paraná, lungo il corso del fiume omonimo
- Itatim, occupavano i territori tra i fiumi Miranda e Apa (gli attuali Kaiowa)
- Guaira, nel Paraguay Nord orientale e lungo i corsi dei Fiumi Amambai, Iguatemi e loro affluenti (gli attuali Ñandeva)

### Il tempo della colonia
La storia dei contatti fra colonizzatori e Guaraní è marcata da una forte presenza missionaria cristiana e dalle spedizioni alla ricerca di schiavi organizzate da Spagnoli (partendo dall'attuale capitale del Paraguay, Asunción) e da Brasiliani (a partire da San Paolo). I territori da loro occupati erano interessati da dispute e conflitti fra i regni di Spagna e Portogallo, e si trovarono coinvolti in vari progetti coloniali. Per molto tempo rappresentarono l'unica ricchezza disponibile in tutta la regione, in qualità di mano d'opera, e per questo venivano ridotti in schiavitù.
A partire dall'inizio del Seicento, e per più di un secolo e mezzo, l'amministrazione dei Gruppi Guaraní fu affidata ai missionari Gesuiti che fondarono decine di "Riduzioni" nelle province occupate da questi indios. Mentre l'amministrazione coloniale si aspettava dai Gesuiti l'accesso facilitato alla mano d'opera schiava, le Riduzioni si trasformarono in luoghi di rifugio per molti gruppi Guaraní, isolate dal sistema economico coloniale e autosufficienti, sottraendo di fatto tale mano d'opera ai colonizzatori portoghesi e spagnoli.
Questi i motivi che portarono a organizzare le spedizioni di Encomenderos e Bandeirantes, alla ricerca di indigeni da ridurre in schiavitù, che misero a ferro e fuoco varie Riduzioni, privando della libertà decine e decine di migliaia di Guaraní.
Con la scoperta di giacimenti auriferi nell'attuale Mato Grosso alla fine del XVII secolo, i Guaraní perdettero interesse come fonte di rendita, scomparendo per la maggior parte dai registri storici.
Con il Trattato di Madrid del 1750, Portogallo e Spagna modificarono sostanzialmente le proprie relazioni, cambiamento che interessò anche i loro possedimenti coloniali. In meno di vent'anni dal trattato i Gesuiti furono espulsi con editto reale. Le notizie loro riguardanti diventano estremamente frammentarie, limitate alle spedizioni di esplorazione e definizione dei confini.
I territori occupati dai Guaraní furono interessati dai lavori di una commissione, istituita dal Trattato di Madrid, deputata a stabilire i limiti dei rispettivi possedimenti nell'America meridionale, in special modo la frontiera fra Brasile e Paraguay. Le spedizioni di questa commissione portarono a una riscoperta dei gruppi guaraní che erano sfuggiti alle politiche coloniali e si erano rifugiati nelle foreste.
Gli ulteriori registri dei Guaraní si hanno a partire dal XIX secolo, a seguito di spedizioni organizzate dal Barone di Antonina (Lopes, 1850 "Itinerário de ... encarregado de explorar a melhor via de communicação entre a Província de São Paulo e a de Matto Grosso pelo Baixo Paraguay". Revista do Instiruro de História e Geografia Brasileira 13, Rio de Janeiro)
Con la guerra detta della Triplice Alleanza del 1864-1870 i confini territoriali vennero ulteriormente rimaneggiati, portando altre testimonianze sopra la presenza di gruppi Guaraní in quella regione.
Gran parte dei territori al momento occupati dai Guaraní Kaiowa e Ñandeva vennero affidati in concessione alla Compagnia Matte Laranjeira che usava i Guaraní come mano d'opera, ma non occupava i loro territori in quanto era interessata unicamente allo sfruttamento dell'erba mate, anzi, per mantenere il monopolio dell'estrazione favorì l'isolamento dei Guaraní e tenne lontani eventuali progetti di colonizzazione.

### Sviluppi moderni

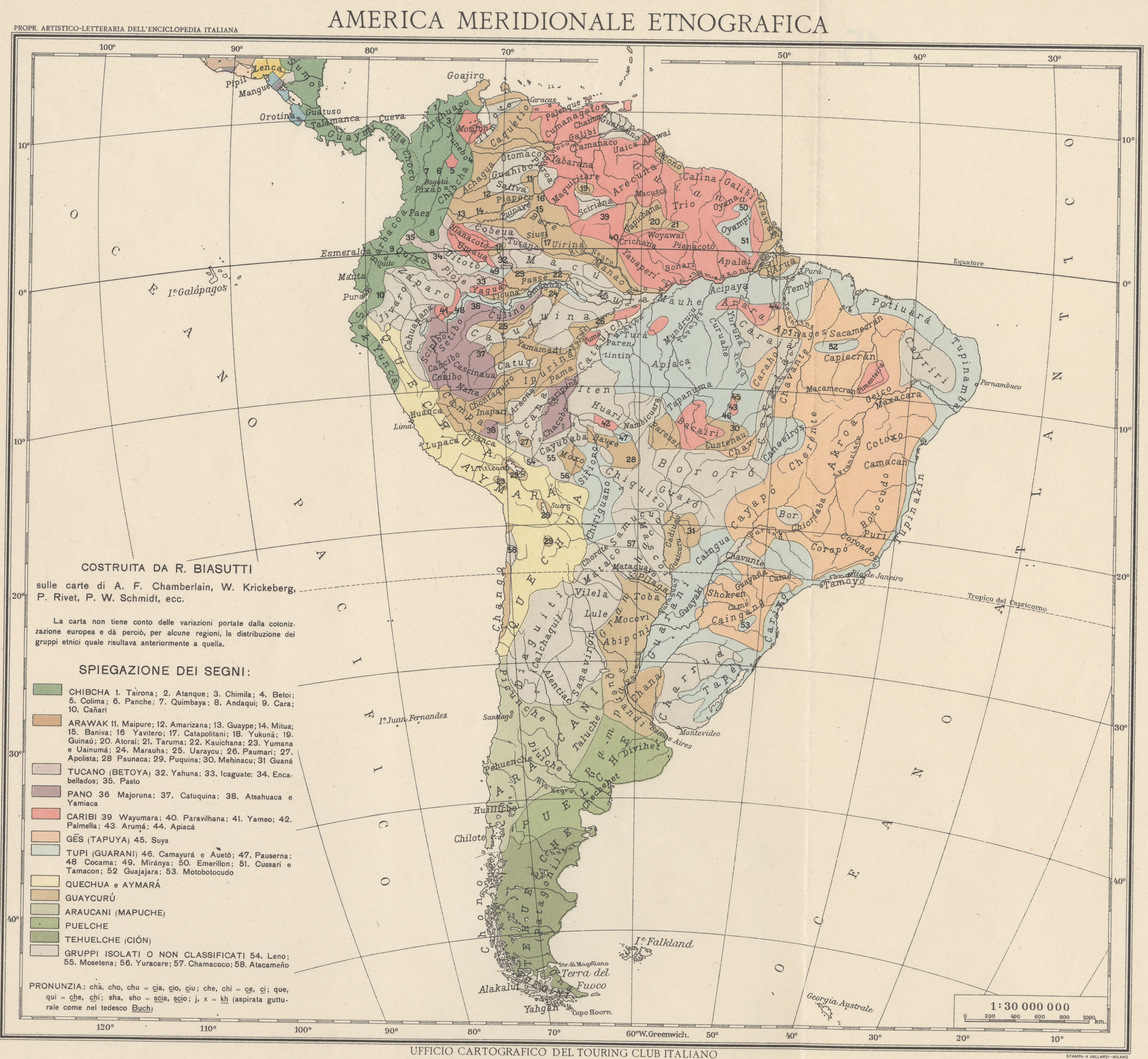
Mappa dei gruppi etnici in Sud America nel 1937. La distribuzione dei Guaraní è evidenziata in azzurro.

Con la fine del monopolio della Compagnia Matte Laranjeiras e le migrazione di coloni provenienti principalmente dallo Stato di San Paolo e Rio Grande do Sul, si ridussero, durante il XX secolo, sempre di più i territori a loro disposizione.
La creazione dello SPI (Serviço de Proteçao aos Índios), organo federale brasiliano preposto alla "protezione" degli Indios, avvenuta negli anni venti del secolo passato, non riuscì a fermare il processo di esproprio, addirittura facilitando lo stesso attraverso la rimozione forzata dei gruppi indigeni a richiesta dei coloni. Gli indios rimossi venivano confinati in piccole aree di riserva dove si trovano a tutt'oggi, con gravi conseguenze per la loro sopravvivenza sociale e benessere fisico. A partire dagli anni 1980 i Guaraní hanno cominciato a organizzarsi per rivendicare i propri territori nelle arene politiche nazionali, dando vita a movimenti di rivendicazione territoriale che continuano fino ad oggi.

## Economia
Si tratta di una tradizione fondamentalmente agricola, e non di una società nomade, come viene a volte erroneamente considerata, con regole di distribuzione e redistribuzione dei mezzi di produzione e dei prodotti, e di collaborazione costruite a partire dai legami familiari.
Le tecniche agricole consistono in coltivazioni di medi e piccoli appezzamenti dedicati alla produzione per il consumo personale, i kokue raramente superiori ai tre ettari. I terreni vengono puliti, se necessario con l'uso del fuoco, e preparati per ricevere le sementi, rimanendo in uso per vari anni, dipendendo dal tipo di terreno e dalle piante che vi si coltivano, dopo di che vengono lasciati "riposare" fino a quando non saranno pronti di nuovo per l'uso. Questi terreni si trovano, in condizioni ideali, nel raggio di un chilometro dalla residenza dell'unità di lavoro e produzione, la famiglia. Possiedono una tassonomia botanica raffinata, che gli permette di ottenere ottimi risultati in campo agricolo nella relazione costo-beneficio e nella gestione di suoli e policulture (differenti specie alternate nello stesso terreno).
Le eventuali collaborazioni in attività economiche e produttive avvengono per via delle relazioni di parentela, che implicano determinati obblighi, anche se si è sempre liberi di cercarsi altri gruppi con cui instaurare relazioni di reciprocità. Così, per determinati lavori in cui il nucleo familiare ha bisogno di aiuto, come il raccolto stagionale o la preparazione di nuovi campi, si chiameranno a collaborare parenti e vicini, a cui viene fornito cibo e, alla fine del lavoro, una festa a base di bibite fermentate (preferibilmente di mais - chicha), cibo, canti e danze.
La pesca e la caccia sono attività importanti, anche se non più - come in passato - dal punto di vista economico, sicuramente ancora da quello della formazione personale, della ricreazione e del controllo del territorio. Si pratica la caccia con fucile, arco e mazzafionda, spostandosi anche per grandi distanze, oppure con l'uso di trappole (a percussione, monde, e a laccio, ñuha), posizionate soprattutto nei pressi dei campi coltivati. Le tecniche di pesca comprendono l'arpione e la lenza per la pesca individuale, o l'impiego di reti e quello di una radice con proprietà stordenti, il Timbó, in caso di pesca in gruppo.

## Cosmologia e rituali

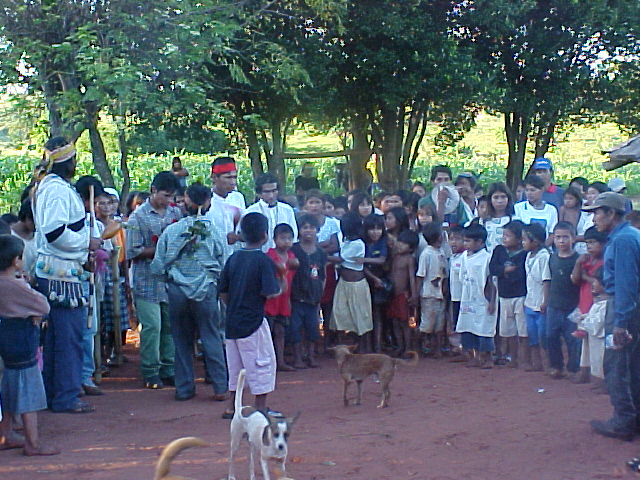
Cerimonia religiosa guaraní

I rituali sono attività praticate socialmente e hanno un ruolo notevole nel determinare le forme di organizzazione e coesione sociale. Tra i più importanti troviamo quelli agrari, avatikyry (benedizione del mais), e ñemongarai (piante nuove), e altri non legati al ciclo agrario come i jeroky, destinati a mantenere l'equilibrio fra i differenti elementi del cosmo e il Meta Pepi rituale di iniziazione maschile (quasi completamente abbandonato in Brasile). La terra, Yvy in Guaraní, ha bisogno di essere continuamente curata, anche attraverso il mantenimento di un comportamento corretto in linea con il giusto modo di essere Guaraní, il Teko Porã. Secondo la mitologia Guaraní, la cura della terra è stata affidata ai Guaraní dal suo creatore Ñande Ru Guasu (Nostro Grande Padre), entità superiore, ritiratasi dopo la creazione in luoghi inaccessibili agli uomini, con eccezione dei Paí, i leader politico-religiosi dei gruppi Guaraní.
I Guaraní praticano la magia omeopatica per influenzare la vegetazione e anche alcuni avvenimenti vitali come la fecondità: per esempio esiste la credenza che nutrendosi di un grano doppio di miglio, la donna avrà conseguentemente un parto gemellare.